# АЕК (баскетбольный клуб)
АЕК (греч. Αθλητική Ένωσις Κωνσταντινουπόλεως, Athlitiki Enosis Konstantinoupoleos, рус. Объединение Атлетов Константинополя) — греческий мужской баскетбольный клуб из города Афины.

## Титулы
- Кубок обладателей Кубков (2 раза): 1968, 2000
- Чемпионы Греции  (8 раз): 1958, 1963, 1964, 1965, 1966, 1968, 1970, 2002
- Кубок Греции (5 раз): 1981, 2000, 2001, 2018, 2020
- Кубок Европейских чемпионов:
  - Лига чемпионов ФИБА (1): 2018
  - Финалист (1 раз): 1998, 2020
  - Бронзовый призёр (1 раз): 2025
  - Финал четырёх: 1966
- Межконтинентальный Кубок (1 раз): 2019

## Сезоны
| Сезон   | Лига | Уровень | Рег. чемп. | Плей-офф      | Еврокубки         |
| ------- | ---- | ------- | ---------- | ------------- | ----------------- |
| 2014-15 | А1   | 1       | 5          | Четвертьфинал | -                 |
| 2015-16 | А1   | 1       | -          | -             | Гр.этап Еврокубка |